# Bent Wolmar
Bent Wolmar (Fredericia, 1937. augusztus 8. – 2024. szeptember 6.) válogatott dán labdarúgó, hátvéd. 

## Pályafutása
1962 és 1966 között az Aarhus labdarúgója volt. 1964-ben hat alkalommal szerepelt a dán válogatottban, amelynek tagjaként részt vett az 1964-es Európa-bajnokságon, ahol negyedik helyezést ért el a csapattal.

## Sikerei, díjai
Aarhus
- Dán kupa (1): 1965

## Statisztika

### Mérkőzése a dán válogatottban
| Dánia | Dánia               | Dánia                              | Dánia        | Dánia    | Dánia    | Dánia            | Dánia | Dánia   |
| #     | Dátum               | Helyszín                           | Hazai        | Eredmény | Vendég   | Kiírás           | Gólok | Esemény |
| ----- | ------------------- | ---------------------------------- | ------------ | -------- | -------- | ---------------- | ----- | ------- |
| 1.    | 1964. június 20.    | Barcelona, Camp Nou (ESP)          | Magyarország | 3 – 1    | Dánia    | NEK 3. helyért   | -     |         |
| 2.    | 1964. június 28.    | Malmö, Malmö Stadion               | Svédország   | 4 – 1    | Dánia    | Északi bajnokság | -     |         |
| 3.    | 1964. szeptember 6. | Helsinki, Olimpiai Stadion         | Finnország   | 2 – 1    | Dánia    | Északi bajnokság | -     |         |
| 4.    | 1964. október 11.   | Koppenhága, Idrætsparken Stadion   | Dánia        | 2 – 0    | Norvégia | Északi bajnokság | -     |         |
| 5.    | 1964. október 21.   | Koppenhága, Idrætsparken Stadion   | Dánia        | 1 – 0    | Wales    | vb-selejtező     | -     |         |
| 6.    | 1964. november 29.  | Athén, Leofóru Alexándrasz Stadion | Görögország  | 4 – 2    | Dánia    | vb-selejtező     | -     |         |
|       | Összesen            |                                    |              | 6        | mérkőzés |                  | 0     | gól     |